# Il regno di Dio è in voi
Il regno di Dio è in voi (in russo Царство Божие внутри вас?, Tsarstvo Bozhiye vnutri vas) è un saggio di Lev Tolstoj, che mutua il titolo dal versetto 17, 21 del Vangelo secondo Luca.

## Contenuto
L'autore iniziò quest'opera nel 1890 e la terminò nel maggio del 1893, lavorandovi duramente. Essa è divisa in dodici capitoli, ai quali Tolstoj intendeva aggiungere un epilogo, che però rinunciò a scrivere. Confidò a Čertkòv: «Mai nessuna opera mi è costata tanta fatica».
Vietata dal governo zarista per le sue critiche allo Stato e alla Chiesa, l'opera circolò ugualmente in Russia in maniera clandestina, e venne subito tradotta all'estero. Fu edita in francese nel 1893 dalla Librerie academique Didier Perrin et C. - Paris. Da tale testo fu condotta nel 1894 la traduzione in italiano dei Fratelli Bocca di Roma, ristampata nel 1988 grazie alla collaborazione delle case editrici M. Manca di Genova e Publiprint di Trento.
L'opera, che espone la dottrina della «non-resistenza al male per mezzo del male», ebbe una notevole influenza su Gandhi, che ne lesse una traduzione in inglese nel 1894. Il Mahatma scriverà:
Lev Tolstoj junior considerò Il regno di Dio è in voi e Della vita come le «opere religiose capitali» del padre.

## Edizioni in italiano
- Leone Tolstoj; Il regno di Dio è in voi, traduzione di Sofia Behr autorizzata dall'autore, con ritratto, Bocca, Roma 1894
- Leone Tolstoi, Il regno di Dio è in voi, a cura di Gloria Gazzeri, traduzione di Sofia Behr, Trento – Genova, Publiprint – Manca Editrice, 1988.
- Leone Tolstoi, Il regno di Dio è in voi: ovvero il Cristianesimo dato non come una dottrina mistica, ma come una morale nuova, Torino, Marco Valerio, 2001, ISBN 88-88132-34-1.

## Influenze

### Il rapporto di Tolstoj con Mohandas Gandhi
Mohandas Gandhi scrisse nella sua autobiografia The Story of My Experiments with Truth (Parte II, Capitolo 15) che il libro di Tolstoj lo aveva "sopraffatto" e "aveva lasciato un'impressione duratura". Gandhi elencò il libro di Tolstoj, insieme a Unto This Last di John Ruskin e al poeta Shrimad Rajchandra (Raychandbhai), tra le tre influenze moderne più importanti della sua vita. La lettura di questo libro aprì la mente del celebre Tolstoj a Gandhi, che all'epoca era ancora un giovane contestatore residente in Sudafrica.
Nel 1908 Tolstoj scrisse A Letter to a Hindu, che Gandhi lesse e che esponeva l'idea secondo cui solo impiegando l'amore come arma attraverso la resistenza passiva il popolo indiano nativo poteva rovesciare l'Impero Britannico coloniale. Tale concetto si concretizzò infine grazie all'organizzazione, da parte di Gandhi, di scioperi e proteste non violente a livello nazionale negli anni 1918–1947. Nel 1909, Gandhi scrisse a Tolstoj per chiedere consiglio e il permesso di ripubblicare A Letter to a Hindu nella sua lingua madre, il gujarati. Tolstoj rispose, e i due mantennero una corrispondenza fino alla morte di Tolstoj, avvenuta un anno dopo, nel 1910. Le loro lettere trattavano sia delle applicazioni pratiche e teologiche della nonviolenza, sia dei desideri di Gandhi per la salute di Tolstoj. L'ultima lettera di Tolstoj a Gandhi "fu uno degli ultimi, se non l'ultimo, scritti dalla sua penna."

### Con altri attivisti non violenti
Nel 1894, Il regno di Dio è in voi ispirò il soldato Arthur St. John a diventare pacifista. Ebbe inoltre un grande effetto su James Bevel, uno dei principali strateghi degli anni '60 del movimento per i diritti civili. Dopo aver letto il libro mentre prestava servizio nella Marina degli Stati Uniti, Bevel giunse alla conclusione di non poter uccidere un'altra persona. Successivamente, richiese ed ottenne un congedo d'onore e intraprese un percorso formativo in un seminario per la formazione religiosa.